# 米黄柳
米黄柳（学名：Salix michelsonii）是杨柳科柳属的植物。分布于中亚地区以及中国大陆的新疆等地，生长于海拔300米至3,250米的地区，常生长在荒漠河流沿岸，目前尚未由人工引种栽培。